# Liste der Naturdenkmale in Weiskirchen
Die Liste der Naturdenkmale in Weiskirchen nennt die auf dem Gebiet der Gemeinde Weiskirchen im Landkreis Merzig-Wadern im Saarland gelegenen Naturdenkmale.

## Naturdenkmale
| Bild | Bezeichnung               | Ort                                          | Beschreibung                                                      | Art | Nr. |
| ---- | ------------------------- | -------------------------------------------- | ----------------------------------------------------------------- | --- | --- |
| BW   | Fichte                    | Weiskirchen 49° 33′ 43,2″ N, 6° 48′ 5,5″ O)  | „Im Biesen“ am Holzbach, 300 m nordwestlich des Schwimmbades      |     | 22  |
| BW   | Linde                     | Weiskirchen 49° 33′ 21,6″ N, 6° 49′ 12,4″ O) | Vor der Kirche in Weiskirchen, Trierer Straße                     |     | 33  |
| BW   | Eichbäumchen              | Weiskirchen 49° 34′ 11,5″ N, 6° 48′ 23,4″ O) | nordöstlich von Weiskirchen in der „Rodung Weiskirchen“. Gefällt. |     | 67  |
| BW   | 2 baumförmige Stechpalmen | Weiskirchen 49° 33′ 18,5″ N, 6° 49′ 3,3″ O)  | in Garten                                                         |     | 68  |